# Wallace Shawn
Wallace Michael Shawn (Nova Iorque, 12 de Novembro de 1943), algumas vezes creditado como Wally Shawn, é um ator, dublador e dramaturgo estadunidense.

## Peças da sua autoria
- The Hotel Play (1970)
- The Hospital Play (1971)
- Our Late Night (1975)
- A Thought in Three Parts (1976)
- Marie and Bruce (1978)
- Aunt Dan and Lemon (1985)
- The Fever (1990)
- The Designated Mourner (1997; filme realizado por David Hare, 1998)
- The Threepenny Opera (2006; nova tradução)
- Grasses of a Thousand Colors (2008)
- Evening at the Talk House (2015)

## Filmografia
- All That Jazz (1979)
- Manhattan (1979)
- Atlantic City (1980)
- Simon (1980)
- My Dinner with Andre (1981)
- Taxi (1982–1983)
- The Fox and the Hound
- Strange Invaders (1983)
- Crackers (1984)
- The Cosby Show (1987-1991)
- The Bostonians (1984)
- The Hotel New Hampshire (1984)
- Heaven Help Us (1985)
- A Princesa Prometida (1987)
- Radio Days (1987)
- Prick Up Your Ears (1987)
- The Moderns (1988)
- She's Out of Control (1989)
- We're No Angels, (1989)
- Scenes from the Class Struggle in Beverly Hills (1989)
- Shadows and Fog (1991)
- Nickel & Dime (1992)
- Mom and Dad Save The World (1992)
- Star Trek: Deep Space Nine (1993-1999)
- The Pink Panther
- The Meteor Man (1993)
- Murphy Brown (1994-1997)
- The Nanny (1994)
- Vanya on 42nd Street (1994)
- Canadian Bacon (1995)
- Just Like Dad (1995)
- A Goofy Movie (1995)
- The Wife (1995)
- Clueless (1995)
- Toy Story (1995)
- House Arrest (1996)
- Clueless (telessérie) (1996–1997)
- Vegas Vacation (1997)
- My Favorite Martian (1999)
- Toy Story 2 (1999)
- The Curse of the Jade Scorpion (2001)
- Crossing Jordan (2002)
- Mr. St. Nick (2002)
- Duplex (2003)
- Napoleon
- The Haunted Mansion (2003)
- The Incredibles (2004)
- Melinda and Melinda (2004)
- Sex and the City (2004)
- Desperate Housewives (2005)
- Stargate SG-1 - (2005)
- Family Guy
- Chicken Little (2005)
- Fat Actress (2005)
- Tom and Jerry: Shiver Me Whiskers (2006)
- Air Buddies (2006)
- Law and Order: Criminal Intent (2006)
- Happily N'Ever After (2007)
- Southland Tales (2008)
- The L Word (2008)
- Kit Kittredge: An American Girl (2008)
- Scooby-Doo and the Goblin King (2008)
- Gossip Girl (2008-2012)
- ER
- Capitalism: A Love Story (2009)
- The Daily Show (2010)
- Furry Vengeance (2010)
- Toy Story 3 (2010)
- Damages (2010)
- Cats & Dogs: The Revenge of Kitty Galore (2010)
- Book Club (2018)
- Toy Story 4 (2019)
- Rifkin's Festival (2020)